# Merari
Según la Torá, Merari ( en  hebreo : מְרָרִי , Mərārî ) fue uno de los hijos de Levi, y el fundador patriarcal de los meraritas, una de las cuatro divisiones principales entre los levitas en los tiempos bíblicos. La palabra  hebrea 'Merari' significa «triste» , «amargo» o «fuerte» (en el sentido de que un plato con un sabor amargo podría decirse que tiene un sabor "fuerte"). Los meraritanos se encargaron del transporte y cuidado de los componentes estructurales del tabernáculo.
Richard Elliott Friedman atribuye la genealogía al «Libro de las Generaciones», documento originario de un grupo político-religioso similar y fechado a la fuente sacerdotal. Según algunos eruditos bíblicos, la genealogía de la Torá para los descendientes de Levi es en realidad un mito etiológico que refleja el hecho de que había cuatro grupos diferentes entre los levitas: los gersonitas, los coatitas, los meraritas y los aarónidas; Según la Enciclopedia Judía, Levita era originalmente solo un título de trabajo, derivado del  minaeano palabra lawi'u que significa sacerdote, en lugar de haber sido el nombre de una tribu.